# Desmodium brownii
Desmodium brownii är en ärtväxtart som beskrevs av Anton Karl Schindler. Desmodium brownii ingår i släktet Desmodium och familjen ärtväxter. Inga underarter finns listade i Catalogue of Life.